# 2. Deutsche Volleyball-Bundesliga 2024/25 (Männer)
Die Saison 2024/25 der 2. Volleyball-Bundesliga der Männer war die einundfünfzigste Ausgabe dieses Wettbewerbs. Sie begann im September 2024 und endete am 26. April 2025.

## 2. Bundesliga Nord
Meister wurde der SV Warnemünde, der den Aufstieg in die 1. Bundesliga wahrnahm. Absteigen mussten der ETV Hamburg und die Dessau Volleys.

### Mannschaften
In dieser Saison spielten folgende dreizehn Mannschaften in der 2. Bundesliga Nord der Männer:
- SF Aligse
- TuB Bocholt
- Dessau Volleys
- ETV Hamburg
- VV Humann Essen
- VC Juniors Frankfurt
- TSV Giesen Grizzlys II
- Kieler TV
- TuS Mondorf
- Volleys Münster
- PSV Neustrelitz
- FC Schüttorf 09
- SV Warnemünde

Vorjahres-Meister der Saison 2023/24 wurde erneut der TuS Mondorf, der wiederum auf den Aufstieg in die 1. Bundesliga verzichtete. Absteigen mussten der SV Lindow-Gransee und die TSGL Schöneiche. Aufsteiger aus der Dritten Liga waren der ETV Hamburg (Nord) und die SF Aligse (West). Der VC Juniors Frankfurt startete mit einem Sonderspielrecht. Der VC Olympia Berlin startete mit einem Sonderspielrecht in der 1. Bundesliga.

### Tabelle
Seit der Saison 2013/14 gilt für den Spielbetrieb des DVV eine neue Punkteregel: Für einen 3:0- oder einen 3:1-Sieg gibt es drei Punkte, für einen 3:2-Sieg zwei Punkte, für eine 2:3-Niederlage einen Punkt und für eine 1:3- oder 0:3-Niederlage keinen Punkt. Bei Punktgleichheit entscheidet zunächst die Anzahl der gewonnenen Spiele, dann der Satzquotient (Divisionsverfahren) und schließlich der Ballpunktquotient (Divisionsverfahren).
|                       | Verein                   | Spiele | Punkte | Siege | Sätze | Bälle     |
| --------------------- | ------------------------ | ------ | ------ | ----- | ----- | --------- |
| 1.                    | SV Warnemünde            | 24     | 58     | 20    | 65:27 | 2153:1899 |
| 2.                    | TSV Giesen Grizzlys II   | 24     | 58     | 20    | 62:26 | 2073:1868 |
| 3.                    | FC Schüttorf 09          | 24     | 57     | 20    | 64:26 | 2142:1893 |
| 4.                    | TuS Mondorf (M)          | 24     | 54     | 19    | 64:32 | 2190:2021 |
| 5.                    | TuB Bocholt              | 24     | 45     | 14    | 52:37 | 2060:2008 |
| 6.                    | SF Aligse (N)            | 24     | 40     | 14    | 51:40 | 2048:1951 |
| 7.                    | PSV Neustrelitz          | 24     | 35     | 11    | 47:49 | 2091:2143 |
| 8.                    | Kieler TV                | 24     | 29     | 10    | 38:53 | 2029:2071 |
| 9.                    | Volleys Münster          | 24     | 26     | 9     | 40:54 | 2090:2127 |
| 10.                   | VV Humann Essen          | 24     | 25     | 7     | 38:58 | 2061:2181 |
| 11.                   | ETV Hamburg (N)          | 24     | 20     | 6     | 30:59 | 1915:2097 |
| 12.                   | Dessau Volleys           | 24     | 12     | 3     | 22:66 | 1813:2074 |
| 13.                   | VC Juniors Frankfurt (S) | 24     | 9      | 3     | 22:68 | 1829:2161 |
| Stand: 26. April 2025 |                          |        |        |       |       |           |

|     | Meister und Aufsteiger in die erste Bundesliga |
|     | Absteiger in die Dritte Liga                   |
| (M) | Meister                                        |
| (N) | Aufsteiger                                     |
| (S) | Sonderspielrecht                               |

## 2. Bundesliga Süd
Meister wurden die Blue Volleys Gotha. Absteigen musste die SSG Langen, der TV Bühl zog sich zurück.

### Mannschaften
In dieser Saison spielten folgende vierzehn Mannschaften in der 2. Bundesliga Süd der Männer:
- TV Bühl
- VC Dresden
- VC Eltmann
- VYS Friedrichshafen
- Blue Volleys Gotha
- TSV Grafing
- TuS Kriftel
- SSG Langen
- L.E. Volleys
- Barock Volleys MTV Ludwigsburg
- TSV Mimmenhausen
- TSV Mühldorf
- TV Rottenburg
- SV Schwaig

Vorjahres-Meister der Saison 2023/24 wurde der VC Eltmann, der auf den Aufstieg in die 1. Bundesliga verzichtete. Absteiger war der GSVE Delitzsch. Aufsteiger aus der Dritten Liga waren die SSG Langen (Süd) und der TSV Mühldorf (Ost). Die VolleyYoungStars Friedrichshafen starteten wieder mit einem Sonderspielrecht.

### Tabelle
Seit der Saison 2013/14 gilt für den Spielbetrieb des DVV eine neue Punkteregel: Für einen 3:0- oder einen 3:1-Sieg gibt es drei Punkte, für einen 3:2-Sieg zwei Punkte, für eine 2:3-Niederlage einen Punkt und für eine 1:3- oder 0:3-Niederlage keinen Punkt. Bei Punktgleichheit entscheidet zunächst die Anzahl der gewonnenen Spiele, dann der Satzquotient (Divisionsverfahren) und schließlich der Ballpunktquotient (Divisionsverfahren).
|                       | Verein                         | Anz. Spiele | Punkte | Gew. Spiele | Sätze | Bälle     |
| --------------------- | ------------------------------ | ----------- | ------ | ----------- | ----- | --------- |
| 1.                    | Blue Volleys Gotha             | 26          | 69     | 23          | 73:21 | 2277:1942 |
| 2.                    | TuS Kriftel                    | 26          | 52     | 18          | 64:37 | 2350:2105 |
| 3.                    | Barock Volleys MTV Ludwigsburg | 26          | 49     | 16          | 58:39 | 2233:2093 |
| 4.                    | VC Dresden                     | 26          | 45     | 15          | 55:46 | 2289:2251 |
| 5.                    | TSV Grafing                    | 26          | 43     | 14          | 51:44 | 2186:2136 |
| 6.                    | L.E. Volleys                   | 26          | 40     | 14          | 46:45 | 2049:2017 |
| 7.                    | TSV Mühldorf (N)               | 26          | 39     | 14          | 51:53 | 2249:2345 |
| 8.                    | TV Rottenburg                  | 26          | 39     | 12          | 51:51 | 2252:2214 |
| 9.                    | VC Eltmann                     | 26          | 36     | 13          | 51:57 | 2390:2417 |
| 10.                   | TV Bühl                        | 26          | 36     | 12          | 49:53 | 2197:2264 |
| 11.                   | SV Schwaig                     | 26          | 31     | 10          | 46:58 | 2266:2356 |
| 12.                   | TSV Mimmenhausen               | 26          | 28     | 10          | 42:62 | 2278:2391 |
| 13.                   | VYS Friedrichshafen (S)        | 26          | 25     | 8           | 39:65 | 2236:2406 |
| 14.                   | SSG Langen (N)                 | 26          | 14     | 3           | 27:72 | 2034:2349 |
| Stand: 26. April 2025 |                                |             |        |             |       |           |

|     | Aufsteiger in die erste Bundesliga    |
|     | Absteiger in die 3. Liga bzw. Rückzug |
| (N) | Aufsteiger                            |
| (S) | Sonderspielrecht                      |